# The Muppet Show
The Muppet Show (Muppet Show no Brasil e Os Marretas em Portugal) é uma série de televisão britânica-americana do gênero comédia-variedade, criado por Jim Henson e estrelado pelos Muppets. A série teve origem em dois episódios pilotos produzidos por Henson para American Broadcasting Company em 1974 e 1975, respectivamente. Embora nenhum dos episódios tenha progredido como uma série e outras redes estadunidenses rejeitaram as propostas de Henson, o produtor britânico Lew Grade expressou entusiasmo pelo projeto e concordou em co-produzir The Muppet Show para o canal britânico ATV. Teve cinco temporadas, totalizando 120 episódios, foram transmitidas pela ATV e outras franquias da ITV no Reino Unido e posteriormente distribuído pela CBS nos Estados Unidos em 1976 a 1981. A série foi produzido e gravado no Elstree Studios, na Inglaterra.
A série The Muppet Show é apresentado como um show de variedades, apresentando esquetes recorrentes e números musicais intercalados com enredos ocorrendo nos bastidores e em outras áreas do local. Dentro de seu contexto, Caco, o Sapo, atua como showrunner e apresentador, que tenta manter o controle das travessuras esmagadoras dos outros personagens dos Muppets, assim como recepcionar os convidados especiais. O programa ganhou notoriedade por sua tendência ao estilo pastelão e suas paródias humorísticas. Cada episódio era estrelado por um convidado famoso. Conforme a atração recebia maior popularidade, mais celebridades participavam nas produções televisivas e cinematográficas dos Muppets.
O elenco dos artistas ao longo da série consistia por Jim Henson, Frank Oz, Jerry Nelson, Richard Hunt, Dave Goelz, Steve Whitmire, Fran Brill, Eren Özker, Louise Gold, Kathryn Mullen, Karen Prell, Brian Muehl, Bob Payne  e John Lovelady. Muitos elencos também trabalharam na Sesame Street, cujos personagens fizeram aparições esporádicas no The Muppet Show. Jack Burns foi o redator principal da primeira temporada, antes que Jerry Juhl se tornar o redator principal da segunda temporada. A música foi executada por Jack Parnell e sua orquestra.
The Muppet Show foi produzida pela ITC Entertainment e Henson Associates, e estreou originalmente no Reino Unido em 5 de setembro de 1976 e encerrou em 23 de maio de 1981. Os direitos da série são atualmente na propriedade do The Muppets Studio (a subsidiária da The Walt Disney Company), tendo sido adquirido da The Jim Henson Company em fevereiro de 2004.
Em janeiro de 2021, foi anunciado que todas as cinco temporadas da série seriam lançadas para streaming na Disney+ a partir de 19 de fevereiro.

## Personagens
| Nome                   | Voz                       | Resumo |
| ---------------------- | ------------------------- | --- |
| Caco, O Sapo           | Jim Henson                | O Sapo Que Apresenta O Show E Tem Que Comandar A Insana Trupe Que Em Todo Episódio Se Vê Com Algum Problema Diferente.                                                         |
| Rowlf, O Cão           | Jim Henson                | O Simpático Cão Que Toca Piano E Faz o Papel Do Dr. Bob Em Hospital Dos Descabeçados.                                                                                          |
| Fozie, O Urso          | Frank Oz                  | Um Urso Aprendiz De Comediante. Infelizmente Suas Piadas Não São Realmente Lá Muito Boas. Um urso aprendiz de comediante.                                                      |
| Miss Piggy             | Frank Oz                  | Auto - Proclamada Namorada Do Kermit, Uma Talentosa Porca Que Também Aparece Nos Segmentos De Porcos No Espaço E Hospital Dos Descabeçados.                                    |
| Gonzo                  | Dave Goelz                | Uma Criatura Excêntrica Tanto Na Aparencia Quanto Na Personalidade. O Grande Gonzo Sempre Faz Os Números Mais Bizarros E Perigosos Do Show, Porque É Isso Que Ele Adora Fazer! |
| O Cozinheiro Sueco     | Jim Henson                | O Ininteligível Cozinheiro Que Ensina Receitas Não Muito Ordinárias. |
| Dr. Bunsen Roneydey    | Dave Goelz                | Cientista Que Está Sempre Inventando Engenhocas Que Raramente Funcionam Direito.                                                                                               |
| Beaker                 | Richard Hunt              | O Pobre Assistente Do Ciêntista. É A Cobaia Em Todas As Experiências. |
| Sam, A Aguia           | Frank Oz                  | Uma Águia Careca Que Sempre Tenta Trazer Mais Cultura Ao Show, Sem Sucesso. |
| George, O Zelador      | Frank Oz                  | O Rabugento Zelador Do Teatro. |
| Bearegard              | Dave Goelz                | O Novo Zelador, Substituiu George Na Terceira Temporada. Beau É Mais Calmo E Relaxado, Mas Também É Menos Inteligente.                                                         |
| Scooter                | Richard Hunt              | O Assistente Do Caco. Seu Tio É Dono Do Teatro. |
| Capitão Link Hogthrob  | Jim Henson                | O Não Tão Corajoso Porco Capitão Da Tripulação Em Porcos No Espaço. |
| Dr. Julius Strangepork | Jerry Nelson              | O Respeitável Porco Cientista Da Tripulação Em Porcos No Espaço. |
| Dr. Dentuço            | Jim Henson                | Líder E Tecladista Da Banda Eletric Mayhem. |
| Floyd                  | Jerry Nelson              | Vocalista E Baixista Da Banda. |
| Janice                 | Richard Hunt              | Guitarrista Da Banda. |
| Animal                 | Frank Oz                  | Baterista Da Banda. |
| Zoot                   | Dave Goelz                | Saxofonista Da Banda. |
| Statler                | Richard Hunt              | Junto Com Waldorf, Assiste Todos Os Episódios Do Show, Gosta De Criticar E Tirar Sarro De Tudo                                                                                 |
| Waldolf                | Jim Henson                | Junto Com Statler, Assiste Todos Os Episodios Do Show, Mas Costuma Cair No Sono O Tempo Todo.                                                                                  |
| Sweetums               | Richard Hunt              | Um Monstro Comilão Que Possui Aparência Horrível, Mas Uma Personalidade Gentil E Prestativa.                                                                                   |
| Robin                  | Jerry Nelson              | Sobrinho Do Caco E Seu Melhor Amigo Sweetums, Vem Sempre Visita - Los No Teatro.                                                                                               |
| Pops                   | Jerry Nelson              | O Porteiro Do Teatro |
| Tio Morto              | Jerry Nelson              | Costumava Trabalhar Antes Da Chegada Dos Muppets, Agora Vive La E Tenta Expusa - Los.                                                                                          |
| Wayne E Wanda          | Richard Hunt E Eren Ozker | Um Casal De Cantores Que Nunca Acabam Suas Canções. |
| Baskerville            | Jerry Nelson              | |
| Mildred Huxtetter      | Richard Hunt              | |
| Rizzo, O Rato          | Steve Whitmere            | |
| Brewster               | Dave Goalz                | |

## Episódios/Convidados Especiais

### 1ª Temporada
- Juliet Prowse
- Connie Stevens e Ênio e Beto
- Joel Grey
- Ruth Buzzi
- Rita Moreno
- Jim Nabors
- Florence Henderson
- Paul Williams
- Charles Aznavour
- Harvey Korman
- Lena Horne
- Peter Ustinov
- Bruce Forsyth
- Sandy Duncan
- Candice Bergen
- Avery Schreiber
- Ben Vereen
- Phyllis Diller
- Vincent Price
- Valerie Harper
- Twiggy
- Ethel Merman
- Kaye Ballard
- Mummenschanz

### 2ª Temporada
- Don Knotts
- Zero Mostel
- Milton Berle
- Rich Little
- Judy Collins
- Nancy Walker
- Edgar Bergen
- Steve Martin
- Madeline Kahn
- George Burns
- Dom DeLuise
- Bernadette Peters
- Rudolf Nureyev
- Elton John
- Lou Rawls
- Cleo Laine
- Julie Andrews
- Jaye P. Morgan
- Peter Sellers
- Petula Clark
- Bob Hope
- Teresa Brewer
- John Cleese
- Cloris Leachman

### 3ª Temporada
- Kris Kristofferson & Rita Coolidge
- Leo Sayer
- Roy Clark
- Gilda Radner
- Pearl Bailey
- Jean Stapleton
- Alice Cooper
- Loretta Lynn
- Liberace
- Marisa Berenson
- Raquel Welch
- James Coco
- Helen Reddy
- Harry Belafonte
- Lesley Ann Warren
- Danny Kaye
- Spike Milligan
- Leslie Uggams
- Elke Sommer
- Sylvester Stallone
- Roger Miller
- Roy Rogers & Dale Evans
- Lynn Redgrave
- Cheryl Ladd

### 4ª Temporada
- John Denver
- Crystal Gayle
- Shields & Yarnell
- Dyan Cannon
- Victor Borge
- Linda Lavin
- Dudley Moore
- Arlo Guthrie
- Beverly Sills
- Kenny Rogers
- Lola Falana
- Phyllis George
- Dizzy Gillespie
- Liza Minnelli
- Anne Murray
- Jonathan Winters
- Elenco de Star Wars (Anakin Skywalker, Luke Skywalker, C-3PO e R2-D2; Darth Vader também aparece mas no final era só o Gonzo fantasiado)
- Christopher Reeve
- Lynda Carter
- Alan Arkin
- Doug Henning
- Andy Williams
- Carol Channing
- Diana Ross

### 5ª Temporada
- Gene Kelly
- Loretta Swit
- Joan Baez
- Shirley Bassey
- James Coburn
- Brooke Shields
- Glenda Jackson
- Señor Wences
- Debbie Harry
- Jean-Pierre Rampal
- Paul Simon
- Melissa Manchester
- Tony Randall
- Mac Davis
- Carol Burnett
- Gladys Knight
- Hal Linden
- Marty Feldman
- Chris Langham
- Wally Boag
- Johnny Cash
- Buddy Rich
- Linda Ronstadt
- Roger Moore

## Dubladores Brasileiros
- Caco, o Sapo: Nelson Batista, Orlando Viggiani, Armando Braga, Sérgio Moreno
- Miss Piggy: Guilherme Briggs, Isaura Gomes, Maria da Penha Esteves, Nair Silva, Hermes Baroli
- Urso Fozzie: Nizo Neto, Marco Antônio Costa, Guilherme Briggs, Muybo Cesar Cury
- O Grande Gonzo: Márcio Simões, Isaac Schneider, Gilberto Baroli, Hamilton Ricardo
- Dr. Bunsen Melaço: Raymundo Duprat, Jorge Lucas
- Floyd: Marcelo Meirelles
- Dr. Teeth: Leonardo Camilo
- Zoot: Osmiro Campos
- Thog: Francisco José
- Mildred: Helena Samara
- Hilda: Noeli Mendes
- Cão de Baskerville: Borges de Barros
- Jornalista: Jorge Barcellos
- Wig: Marcelo Gastaldi
- Nigel: Flávio Dias
- Rowlf: José Soares
- Animal: Gastão Malta, Mário Monjardim, Pietro Mário
- Statler: Carlos Campanile, Telmo de Avelar
- Waldorf: Mário Vilela, Miguel Rosemberg, Waldir Fiori
- A Águia Sam: Garcia Neto, Guilherme Briggs
- Janice: Alexandre Moreno
- Scooter: Francisco José

Estúdio de Dublagem: Álamo

## Mídia doméstica

### Lançamentos de compilação
Em 1985, a Playhouse Video nos Estados Unidos lançou uma coleção de compilações de vídeo sob o banner Jim Henson's Muppet Video. Contém Dez vídeos foram lançados, apresentando material de ligação original, além de clipes do programa.
Em 1993, Jim Henson Video lançou duas compilações sob o banner It's the Muppets, Meet the Muppets e More Muppets, Please!. Mais tarde, três volumes Best of The Muppet Show foram lançados em VHS e DVD no Reino Unido (o volume 3 foi um lançamento de episódios completos, em oposição a compilações). Ao contrário dos lançamentos do Playhouse Video, It's the Muppets e The Very Best of The Muppet Show não incluíram nenhuma filmagem original ou clipes de estrelas convidadas, mas todas as coleções de compilação incluíram material cortado das transmissões originais dos Estados Unidos.

### Lançamentos da série completa
Em 1994, a Buena Vista Home Video, do selo Jim Henson Video, lançou em VHS, The Muppet Show: Monster Laughs with Vincent Price, apresentando os episódios com Vincent Price e Alice Cooper. Ambos os episódios foram editados.
Além de substituir a abertura da primeira série e os logotipos finais com Zoot, o episódio de Vincent Price foi editado para remover as canções "I'm Looking Through You" e "You Got a Friend" (a última das quais seria cortada novamente quando lançado no primeiro DVD da série), bem como um esboço com as casas falantes, enquanto o episódio de Alice Cooper removeu a performance de Robin em "Somewhere Over the Rainbow".
Time-Life e Jim Henson Home Entertainment começaram a comercializar os volumes do Best of The Muppet Show para venda pelo correio em 2001, com seis volumes iniciais com três episódios em cada VHS e DVD. Única para cada episódio foi uma introdução do Brian Henson, o filho de Jim Henson. Mais nove volumes foram adicionados em 2002, o 25º aniversário dos Muppets. A coleção estava disponível para varejo em 2002 via Columbia TriStar Home Entertainment e Jim Henson Home Entertainment, época em que a Time-Life havia lançado seu décimo volume.
A Buena Vista Home Entertainment lançou a 1ª temporada da série em DVD na Região 1 em 9 de agosto de 2005. Os direitos dos episódios e personagens usados em The Muppet Show, e subsequentes lançamentos de filmes, foram comprados em fevereiro de 2004 pela The Walt Disney Company.
Várias músicas foram cortadas do lançamento do DVD da primeira série devido a problemas de licenciamento de música. Também houve alguns cortes na sequência de introdução e cenas nos bastidores que levaram a essas músicas. No entanto, os episódios que usaram música da Disney permaneceram inalterados (por exemplo, o episódio 14 da primeira temporada usou "Never Smile at a Crocodile" do filme: Peter Pan).
- "Stormy Weather" (episódio: Joel Grey) cantada por Wayne e Wanda
- "Gone with the Wind" (episódio: Jim Nabors) cantada por Jim Nabors
- "The Danceros" (episódio: Jim Nabors) cantada por The Danceros
- "All of Me" (episódio de Paul Williams) cantado por Two Monsters
- "Old Fashioned Way" (episódio Charles Aznavour) cantado por Charles Aznavour com Mildred Huxtetter
- "You've Got A Friend" (episódio Vincent Price) cantada por Vincent Price, Uncle Deadly e um coro de Muppet Monsters.

O único lançamento sem cortes da 1ª temporada em DVD até agora é o lançamento em DVD alemão pela Buena Vista Home Entertainment Alemanha em 2010 (que também contém áudio em inglês). No entanto, as sequências de introdução e crédito final neste lançamento estão em alemão. Além disso, o episódio de Paul Williams está faltando uma cena após "All of Me", em que Fozzie e Scooter discutem pela primeira vez a "parte do antigo poste telefônico". Esta cena aparece (embora ligeiramente abreviada) no lançamento internacional. A versão alemã também carece da canção "In My Life" interpretada por Twiggy, substituindo-a por uma performance de "Lean on Me" da cantora alemã Mary Roos.
No Brasil, A Walt Disney Home Entertainment lançou somente em DVD da 1ª temporada da série Muppet Show, em 8 de junho de 2006, no episódio 11: "Lena Horne" foi redublado em alguns dos personagens. Esse foi único lançamento em DVD no Brasil, que não teve lançado a 2ª e 3ª temporadas da série.

### Streaming
A série Muppet Show foi lançado no streaming Disney+ em 19 de fevereiro de 2021. No entanto, dois episódios com os convidados Brooke Shields e Chris Langham foram omitidos do serviço de streaming. Em vários países europeus, o episódio John Denver também foi omitido. Um aviso de conteúdo foi anexado a vários episódios que descrevem representações culturais desatualizadas.

## Exibição

### Exibição no Brasil
No Brasil, a série Muppet Show foi exibida pela Rede Globo em 13 de março de 1977, com a distribuição da Bras-Continental e terminou em 1981, e foi exibida pela RecordTV no mesmo ano até 1983.
Em 1999, foi exibida na MGM com os episódios de 2ª e 3ª temporadas com dublagem original, mais tarde alguns episódios da 4ª e 5ª temporadas foram redublados na sua exibição para a MGM em 2000.
Em 7 de julho de 2019 foi reapresentada pela Rede Brasil de Televisão, apenas a 1ª temporada da série.
Em 2022, foram adicionados vários episódios com uma redublagem feita pela TV Group Digital no streaming Disney+.